# Illumina
Illumina è il terzo disco degli Elettrojoyce, pubblicato da Epic - Sony BMG nel 2000.

## Tracce
1. Raga – 5:43
2. L'evoluzione dei pesci – 3:34
3. Gynestra – 3:38
4. Atman – 3:58
5. Samsara – 3:26
6. In lumina – 3:57
7. Nebula – 4:24
8. Frozen W. – 4:18
9. K – 5:23
10. Samsara riprende – 2:17

## Formazione
Filippo Gatti, Stefano Romiti e Fabrizio D'Armini.